# Chang Feiya
Chang Feiya (常飞亚S, Cháng FēiyàP; Linquan, 3 febbraio 1993) è un calciatore cinese, centrocampista del Foshan Nanshi.